# Адабай
Адаба́й (чув.  Атапай) — деревня в Моргаушском районе Чувашской республики, входит в состав Орининского сельского поселения.

## География
Расстояние до Чебоксар 45 км, до райцентра 4 км, до железнодорожной станции  45 км. 

### Административно-территориальное подчинение
В XIX в. — 1920 г. составе Акрамовской волости Козьмодемьянского уезда, 

в 1920—1927 гг. в составе Чебоксарского уезда, 

в 1927—1939 гг. в составе Татаркасинского района, 

в 1939—1944 гг., 1959—1962 гг. в составе Сундырского района,

в 1944—1959 гг., с 1964 года в составе Моргаушского района,

в 1962—1964 гг. в составе Чебоксарского района. 

Сельсоветы: Адабайский (с 1 октября 1927 года), Кашмашский (с 14 июня 1954 года), Сятракасинский (с 5 апреля 1960 года), Орининский (с 5 января 1967 года). 

С 24 ноября 2004 года — в составе Орининского сельского поселения. 

## История
В XIX веке выселок деревни Большая Аринина (ныне деревня Семенькасы). Жители — чуваши, до 1866 года государственные крестьяне; занимались земледелием, животноводством, отхожими промыслами. По данным всеобщей переписи населения 1897 года в деревне была школа. В 1930 году образован колхоз «Люцерна». 

## Название
Название от имени чуваша-язычника Атапай: ата «отец», пай «богатый». Ягудикасы также от имени чуваша Ягуди+касы.— Географические названия Чувашской Республики

### Прежние названия
Выселок деревни Большая Аринина; Адабай, Ягудикасы; Адабай (Ягути́-касы́), околоток деревни Большая Ори́нина (Семе́нь-касы́).

## Население
| Год     | 1795 | 1858 | 1859 | 1897  | 1906  | 1926  | 1939  | 1979  | 2002  |
| ------- | ---- | ---- | ---- | ----- | ----- | ----- | ----- | ----- | ----- |
| Жителей |      | 126  | 126  | ↗ 160 | ↗ 171 | ↗ 196 | ↗ 210 | ↗ 213 | ↗ 246 |
| Мужчин  |      | 59   | 64   |       | 95    | 100   | 97    | 99    | 116   |
| Женщин  |      | 67   | 62   |       | 76    | 96    | 113   | 114   | 130   |
| Дворов  | 12   |      | 26   |       | 29    | 40    |       |       | 75    |

| 2010 | 2012 |
| ---- | ---- |
| 218  | ↘180 |

В 2010 году — 76 частных домохозяйств, 218 человек: 109 мужчин, 109 женщин.

По данным Всероссийской переписи населения 2002 года 100% жителей деревни составляли чуваши. 

## Инфраструктура
Улицы: Адабайская, Новая, Солнечная, Школьная. 

Функционирует СПК «Оринино» (2010). 

Имеются основная общеобразовательная школа (ООШ), фельдшерский пункт, клуб, библиотека, спортплощадка, магазин.

## Памятники и памятные места
- Объект культурного наследия народов РФ федерального значения. Рег. № 211440111130006 (ЕГРОКН). Объект № 2100155000 (БД Викигида) Адабайское городище (Городище «Адабай») — археологический памятник у деревни Адабай Моргаушского района на левом берегу Моргаушки, на мысу, в лесу «Отă» (От); местное название — «От тĕмми» (Холм в лесу От)[11].
- Памятник воинам-односельчанам, павшим в годы Великой Отечественной войны 1941—1945 гг. (ул. Школьная, 2, перед сельским клубом)[12].